# Tyyne Järvi
Tyyne Maria Järvi (* 4. Februar 1891 in Vaasa; † 4. April 1929 in Lapinjärvi) war eine finnische Schwimmerin.

## Karriere
Järvi errang 1911 den finnischen Meistertitel über 100 m Freistil. Ein Jahr später wurde sie die erste finnische weibliche Sportlerin, die an Olympischen Spielen teilnahm. In Stockholm scheiterte sie im Wettbewerb über 100 m Freistil als Fünfte ihres Vorlaufes.